# Alluaudia dumosa
Alluaudia dumosa és una espècie de plantes amb flors que pertany a la família de les didiereàcies.

## Descripció
Alluaudia dumosa creix inicialment com un arbust vertical, més tard, els brots es postren i finalment les plantes creixen en forma d'arbre que pot arribar a fer entre 2 a 6 m d'alçada. Els brots gruixuts i carnosos estan coberts d'espines negres diminutes, disperses i febles i que fan fins a 2 mm. Les fulles tendres i carnoses són gairebé rodones i aviat cauen. Creixen fins a fer de 5 a 10 mm de llargada i de 2 a 3 mm de diàmetre.
Les flors són blanquinoses i apareixen en inflorescències petites i cimoses i poden arribar a fer fins a 5 cm. Els fruits són allargats.
El nombre de cromosomes és {\displaystyle 2n=} aproximadament {\displaystyle 192} o aproximadament {\displaystyle 144}.

## Distribució
Alluaudia dumosa està estesa al sud-est de Madagascar, a la zona entre Ambovombe i Ampanihy.

## Taxonomia
La primera descripció d'Alluaudia dumosa va tenir lloc com a "Didierea dumosa" el 1901 per Emmanuel Drake del Castillo i publicat a Comptes Rendus hebdomadaires des Séances de l'Academie des Sciences 133: 241. El 1903 el mateix autor va situar l'espècie en el gènere que havia establert recentment Alluaudia i publicat a Bulletin du Muséum d'Histoire Naturelle.
La posició de l'espècie dins del gènere és única a causa dels seus brots nus.
Etimologia
Alluaudia: gènere que va ser dedicat a l'explorador francès François Alluaud (1861-1949).
dumosa: epítet llatí que vol dir "arbustiu, que creix com un arbust".